# 観音の滝 (大分県)
観音の滝（かんのんのたき）は、大分県日田市天瀬町合田にある滝。慈恩の滝、桜滝とともに天瀬三瀑（天瀬の三瀑）のひとつとされる。耶馬日田英彦山国定公園の指定区域内にある。

## 概要
落差20mの滝で、起伏のある滝壁に沿って滝水が何段にも流下する。滝壁の中央部の凹凸が観音菩薩のように見えることから観音の滝と呼ばれる。また、別名琵琶の滝（びわのたき）ともいう。
国道210号沿いに位置し、国道210号に並流する玖珠川に向かって流れ落ちる。上流の慈恩の滝から観音の滝までの玖珠川は奇岩が並ぶ渓谷をなし、三洲渓と呼ばれる。
慈恩の滝、桜滝、観音の滝の三瀑に、楓葉の滝（かえでのたき）、山伏の滝（山法師滝、やんぶしのたき）、夕日の滝を加えて天瀬六瀑と呼ばれる。

## 交通
- 鉄道・バス：JR九州久大本線天ヶ瀬駅からバス約5分、丸山停留所下車すぐ[2]。
- 自動車：大分自動車道天瀬高塚ICから国道210号へ